# Aquiles Iturbe
Aquiles Iturbe (Guanare, Venezuela, 1875 - Caracas, Venezuela, 1941) fue un ingeniero, militar y político venezolano presidente de varios estados de Venezuela. Participó activamente en la Revolución Libertadora. Fue ministro de Fomento entre julio de 1911 y abril de 1912.

## Vida
Fue hijo de Juan Manuel María Iturbe y Olimpia Bescanza Oráa. Se graduó como ingeniero civil en la Universidad Central de Venezuela (UCV) en 1894. Al año siguiente, fue nombrado miembro de la Legación de Venezuela en Washington donde amplía sus conocimientos. Al regresar a Venezuela, por encargo del gobierno nacional, construye el acueducto de Guanare. Durante 1896 hasta 1897 es secretario general del presidente del estado Portuguesa y de abril de 1901 a abril de 1902 es presidente provisional del mismo estado.
Durante los combates de la Revolución Libertadora, Iturbe se une a las tropas del general Julio Montenegro para defender el gobierno del presidente Cipriano Castro. Como jefe militar de Valencia participa en agosto de 1902 en el encuentro de Tinaquillo y luego pasa a ser secretario y jefe del Estado Mayor del ejército del general Juan Vicente Gómez en las campañas de Carabobo y de occidente en 1903.
En mayo de 1904 es nombrado presidente provisional del estado Zamora, en septiembre de ese mismo año es nombrando comandante de armas del estado Bermúdez y en diciembre asume la presidencia provisional de ese mismo estado. Funda la compañía Telares e Hilanderías Orientales. En 1908, como presidente del estado Táchira se convierte en una figura importante en el golpe de Estado que derroca a Cipriano Castro, de esta forma el 19 de diciembre del mismo año pasa a ocupar el cargo de gobernador del Distrito Federal.
Como senador por el estado Bolívar, se le encuentra implicado en la conspiración del capitán Luis Rafael Pimentel y es encarcelado en La Rotunda hasta 1926; cuando es liberado se dedica a pedir la libertad a sus compañeros de presidio, consiguiendo por fin la amnistía el 24 de marzo de 1927.